# Яструб (фільм, 1935)
«Яструб» (англ. The Hawk) — вестерн режисера Едварда Дмитрика 1935 року. Це дебютний фільм Дмитрика як режисера. Фільм був перевипущений у 1937 році під назвою «Слід яструба» (англ. The Trail of the Hawk).

## У ролях
| Актор               | Роль                       |
| ------------------- | -------------------------- |
| Брюс Лейн           | Джек Кінг                  |
| Бетті Джордан       | Бетті Томас                |
| Дікі Джонс          | Дікі Томас                 |
| Лейф МакКі          | Джим Кінг                  |
| Ролло Дікс          | Джефф Мердок він же Яструб |
| Дон Орландо         | кухар Тоні                 |
| Марті Джойс         | Смокі                      |
| Едді Фостер         |                            |
|                     | собака Занда               |
| Рамблін Томмі Скотт | Томмі                      |